# Paz Castillo
Paz Castillo è un comune del Venezuela nello stato di Miranda. È posto immediatamente a sud del Distretto Metropolitano di Caracas e proprio la sua vicinanza alla capitale spiega il grande incremento demografico che ha caratterizzato gli ultimi 25 anni.
Vi hanno sede molte attività industriali, insediatesi qui anche grazie al territorio per lo più pianeggiante.

## Storia
Deve il suo nome al poeta Fernando Paz Castillo.

## Amministrazione

### Parrocchie
Il comune di Paz Castillo ha un'unica parrocchia:
- Santa Lucía

I principali centri abitati sono: Las Adjuntas, Mopia, El Hormiguero, El Nogal, El Placer de Siquire, Moca, El Palmar, El Manguito, El Carmen, Güeime e Boca de Siquire.